# Кайнар (Талгарский район)
Кайнар (каз. Қайнар) — село в Талгарском районе Алматинской области Казахстана. Входит в состав Кайнарского сельского округа. Находится примерно в 23 км к северо-западу от города Талгар. Код КАТО — 196247600.

## Население
В 1999 году население села составляло 289 человек (147 мужчин и 142 женщины). По данным переписи 2009 года, в селе проживали 504 человека (247 мужчин и 257 женщин).